# Blue (Da Ba Dee)
«Blue (Da Ba Dee)» es una canción eurodance, interpretada por el grupo italiano Eiffel 65. Fue lanzada en 1998 por el sello Logic como el primer sencillo de Europop, el primer álbum de estudio del grupo lanzado en 1999. En él, incluye un armonizador, usado como vocoder. Pero, en realidad, fue un error, lo que querían es llegar al Auto-Tune, tal y como se ha usado en la canción Believe de Cher. Es la canción más exitosa del grupo, alcanzando el número uno en varios países, como Irlanda, el Reino Unido, los Países Bajos, Francia, Suecia, Suiza, Nueva Zelanda, Noruega, Australia y Alemania, así también logró alcanzar el puesto n.º 6 del Billboard Hot 100. La canción fue nominada en los Premios Grammy de 2001, en la categoría Mejor grabación dance.

## Versiones
- Cantante y grupo líder alemán Max Raabe y Palast Orchester hicieron un cover de estilo cabaret/big band por su álbum de 2001 Super Hits.[1]
- La canción fue versionada por Crazy Frog en el álbum Crazy Frog Presents More Crazy Hits, lanzado en 2006.
- En 2007 sale una versión Breakbeat llamada I´m Blue compuesta por Dj Varö & Dj Gongora e incluida en el disco del primero, llamado Beakbeat will never die vol 2
- Se incluyó una versión de Gummibär en el álbum 2007 I Am Your Gummy Bear.
- La banda de death metal melódico Ten Masked Men incluyó un cover de la canción en su disco Attack of the Ten Masked Men.
- Kidz Bop lanzó un cover de esta canción en su primer álbum de su mismo nombre, que es la pista 13 en el álbum.
- La banda Bloom 06, que consta de los miembros Eiffel 65 Jeffrey Jey y Maurizio Lobina remezclado "Blue (Da Ba Dee)" en su EP Club Test 01, que da derecho a la remezcla "Blue (Da Ba Dee) [Bloom 06 2008 Extended Concept]".
- En 2009, la canción fue sample del rapero Flo Rida en su canción "Sugar", del sello Atlantic Records, cantante y compositora R&B[2] Wynter Gordon.
- La cantante rusa Natali muestrea el coro de su canción Cherepashka, que ganó popularidad en línea cuando un video de ella surgió que representa la caída de la etapa en el desempeño de la canción.[3]
- En 2009, el sencillo de "Blue (Da Ba Dee) Remix 2009" fue lanzado incluyendo remixes de Gabry Ponte, y con Djs From Mars.
- Michael Mind Project crea una nueva versión de la Electro House de la canción con Dante Thomas titulado "Feeling So Blue".
- En 2014 el productor de música electrónica A. Masachs hace una versión Electro House.
- Ese mismo año, KNY Factory haría un Remix de género Trap de la canción, el cual fue subido al canal de YouTube Trap Nation, teniendo 339.1 millones de visualizaciones
- En 2016 el productor de música electrónica Sound Of Legend hace una versión Dance con el mismo nombre conservando el ritmo original pero suprimiendo la letra
- Ese mismo año, AwesomiZer haría un remix Progressive House/Electro House, de la canción
- En el 2017 el disc jockey y Productor discográfico francés David Guetta crea una versión junto a Bebe Rexha que fue presentada en el Ultra Music Festival Miami conocida como Blue
- En 2019 la canción fue sample del tema "Ellos" del artista dominicano Ceky Viciny
- Ese mismo año la artista Sueca Nea hace una versión llamada "Some Say"
- En 2020 el rapero italiano Shiva hace una versión llamada "Auto Blu"
- En 2021 el cantante Steve Void conpone una versión electrónica de esta canción con su animación en el canal de Strange Fruits
- En 2021 el Dj & Productor de Marbella Marco Lobato compone una versión electrónica de esta canción junto a María Ramírez
- En 2021 el Dj Productor de México David Tzec incluye un remix de género Slap House de esta canción.
- En 2021 el grupo Pyny lanzó una versión en el estilo del Rock de los 70s como parte de su álbum Measuring Uranus
- En 2022 David Guetta lanzó un remix en colaboración con Bebe Rexha.
- En 2025 el grupo estadounidense The Browning lanzó una versión de estilo electronicore.

## Apariciones en otros medios
La canción ha sido escuchada en varias películas y series de televisión. 
Se incluyó en películas como Un perdedor con suerte (2000), Big Fat Liar (2002), Iron Man 3 (2013) y Smurfs: The Lost Village (2017), el tercero en una serie flashback en 1999, año en que la canción fue lanzada.
También se ha utilizado en el episodio "The F Word" de la serie de televisión Daria y en el episodio "One Party Can Ruin Your Whole Summer" de la serie de televisión 90210. 
El 15 de marzo de 2011 Ozone Entertainment lanzó la canción a través de la Rock Band Network. Es la primera canción en el servicio para incorporar el teclado introducidas en Rock Band 3.
La canción aparece en un anuncio de televisión para el 2012 Kia Optima, con Blake Griffin. En el anuncio, Blake viaja en el tiempo a 1999 y cumple una versión de diez años de edad, de sí mismo en una galería. A continuación, insta al joven Blake a jugar un juego de arcade de baloncesto en lugar de un corredor de la calle uno.

## Formatos
| CD-Maxi |                                               |          |  |
| N.º     | Título                                        | Duración |  |
| 1.      | «Blue (Da Ba Dee)» (Blue Ice Pop Radio Edit)  | 03:39    |  |
| 2.      | «Blue (Da Ba Dee)» (DJ Ponte Ice Pop Mix)     | 06:26    |  |
| 3.      | «Blue (Da Ba Dee)» (Hannover Remix)           | 06:24    |  |
| 4.      | «Blue (Da Ba Dee)» (Dub Mix)                  | 04:48    |  |
| 5.      | «Blue (Da Ba Dee)» (Ice Pop Instrumental Mix) | 06:27    |  |
| 6.      | «Blue (Da Ba Dee)» (Blue Paris Remix)         | 07:42    |  |

| CD-sencillo |                                              |          |  |
| N.º         | Título                                       | Duración |  |
| 1.          | «Blue (Da Ba Dee)» (Blue Ice Pop Radio Edit) | 03:39    |  |
| 2.          | «Blue (Da Ba Dee)» (DJ Ponte Ice Pop Mix)    | 06:26    |  |

## Posiciones
| País/Continente   | Lista musical       | Mejor posición |
| ----------------- | ------------------- | -------------- |
| América           |                     |                |
| Canadá            | Top 50 Singles      | 1              |
| Estados Unidos    | Billboard Hot 100   | 6              |
| Estados Unidos    | Top 40 Mainstream   | 2              |
| Estados Unidos    | Hot Dance Club Play | 6              |
| Argentina         | Top 75 Singles      | 1              |
| Europa            |                     |                |
| Alemania          | Top 100 Singles     | 1              |
| Austria           | Top 75 Singles      | 1              |
| Bélgica (Flandes) | Top 50 Singles      | 1              |
| Bélgica (Valonia) | Top 50 Singles      | 2              |
| Europa            | European Hot 100    | 6              |
| España            | AFYVE               | 1              |
| Finlandia         | Top 20 Singles      | 1              |
| Francia           | Top 100 Singles     | 1              |
| Irlanda           | Top 50 Singles      | 1              |
| Italia            | Top 20 Singles      | 3              |
| Lituania          | Top 20 Singles      | 1              |
| Noruega           | Top 20 Singles      | 1              |
| Países Bajos      | Top 100 Singles     | 1              |
| Reino Unido       | Top 75 Singles      | 1              |
| Suecia            | Top 60 Singles      | 1              |
| Suiza             | Top 100 Singles     | 1              |
| Asia              |                     |                |
| Israel            | Top 20 Singles      | 1              |
| Oceanía           |                     |                |
| Australia         | Top 50 Singles      | 1              |
| Nueva Zelanda     | Top 40 Singles      | 1              |

## Certificaciones
| País         | Organismo certificador | Certificación | Ventas    | Ref.   |
| ------------ | ---------------------- | ------------- | --------- | ------ |
| Alemania     | BVMI                   | 5× Oro        | 1 250 000 | [ 14 ] |
| Australia    | ARIA                   | 3× Platino    | 210 000   | [ 15 ] |
| Austria      | IFPI Austria           | Platino       | 30 000    | [ 16 ] |
| Canadá       | Music Canada           | Oro           | 50 000    | [ 17 ] |
| Finlandia    | Musiikkituottajat      | Oro           | 7 957     | [ 18 ] |
| Francia      | SNEP                   | Diamante      | 750 000   | [ 19 ] |
| Italia       | FIMI                   | Platino       | 30 000    | [ 20 ] |
| Países Bajos | NVPI                   | Oro           | 40 000    | [ 21 ] |
| Reino Unido  | BPI                    | Platino       | 1 070 000 | [ 22 ] |
| Suecia       | GLF                    | 3× Platino    | 60 000    | [ 23 ] |
| Suiza        | IFPI Suiza             | 2× Platino    | 100 000   | [ 24 ] |

## Sucesión en listas
| Anterior: «Mambo No. 5» de Lou Bega           | Media Control Charts — Sencillo Nro 1 13 de agosto de 1999 — 8 de octubre de 1999 | Siguiente: «The Bad Touch» de Bloodhound Gang       |
| Anterior: «We're Going to Ibiza» de Vengaboys | UK Singles Chart — Sencillo Nro 1 19 de septiembre de 1999 — 3 de octubre de 1999 | Siguiente: Genie in a Bottle» de Christina Aguilera |
| Anterior: «Smooth» de Santana con Rob Thomas  | RPM Singles Chart — Sencillo Nro 1 13 de diciembre de 1999 — 3 de enero de 2000   | Siguiente: I Knew I Loved You» de Savage Garden     |